# Ophiusa jaderensis
Ophiusa jaderensis är en fjärilsart som beskrevs av Otto Staudinger 1912. Ophiusa jaderensis ingår i släktet Ophiusa och familjen nattflyn. Inga underarter finns listade i Catalogue of Life.